# Andrij Tysjtjenko
Andrij Nestorovytj Tysjtjenko (på ukrainsk: Андрій Несторович Тищенко) (født 3. april 1960 i Kyiv) er en ukrainsk tidligere roer.

## Rokarriere
Tysjtjenko var som juniorroer med til at vinde VM-sølv i 1977 i otteren for Sovjetunionen, og året efter var han med til at blive juniorverdensmester i firer med styrmand. Som senior var med til at vinde VM-bronze i otteren i 1979, og han var en del af den otter, der repræsenterede Sovjetunionen ved OL 1980 på hjemmebane i Moskva. Viktor Kokosjin, Jonas Pinskus, Oleksandr Tkatjenko, Jonas Narmontas, Andrej Luhin, Oleksandr Mantsevitj, Ihar Majstrenka og styrmand Hrihorij Dmitrenko udgjorde resten af bådens besætning. Den sovjetiske båd havde bedste tid i indledende runde, men i finalen var det de østtyske storfavoritter, der efter 1000 m lagde sig i spidsen og sikrede sig guld med et pænt forspring til briterne på andenpladsen, mens den sovjetiske båd fik bronze.

## OL-medaljer
- 1980:  Bronze i otter